# Spornrad (Landtechnik)

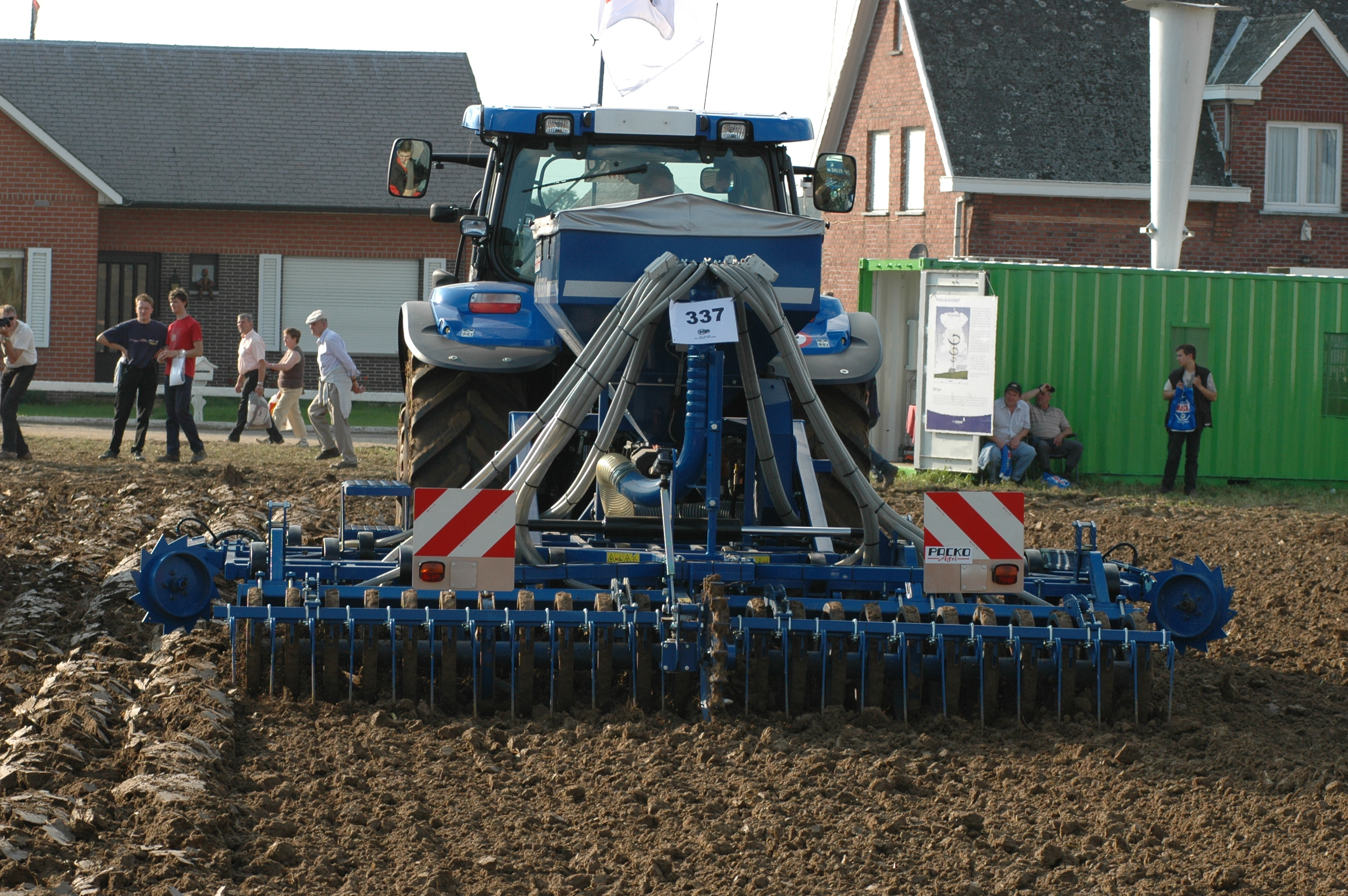
Mittig ein Spornrad (hinter dem Striegel)

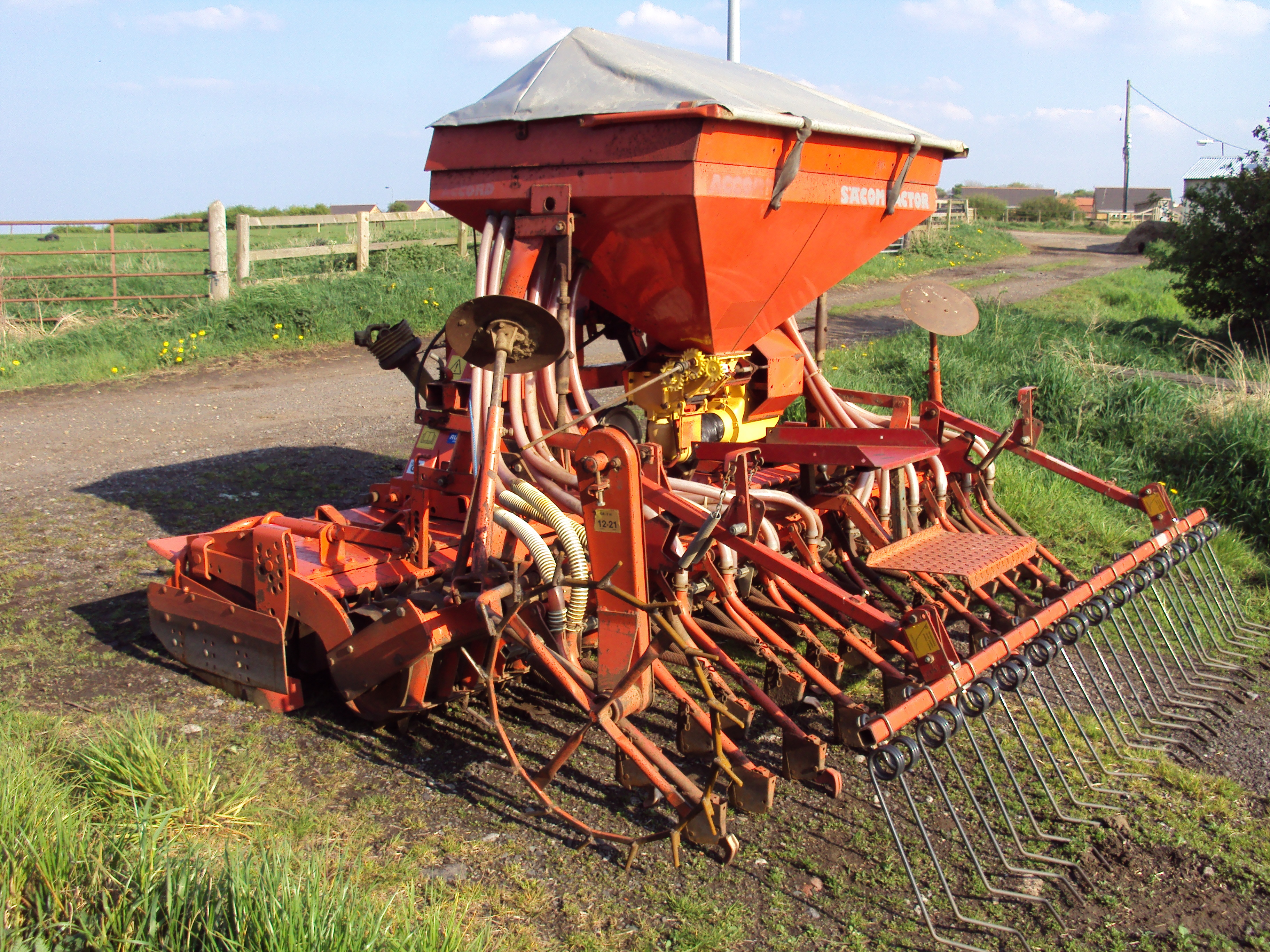
Spornrad vorne im Bild

Spornrad bezeichnet ein Bauteil einer Drillmaschine. Es dient der Steuerung, teils dem Antrieb der Dosiereinrichtung.
Spornräder werden vor allem bei pneumatischen Drillmaschinen eingesetzt. Sobald das Spornrad sich dreht, setzt es die Saatgutdosierung in Gang.

## Bauformen
Um einen sicheren Kontakt zum Boden zu bekommen, ist das Rad nicht profillos ausgeführt, sondern verfügt über Sporne, welche auf der Rundung aufgeschweisst sind. Spornräder sind meist hinter dem Striegel der Sämaschine montiert. Dort stehen sie jedoch bei Straßentransporten weit über, so dass es zu Schäden kommen kann. Zudem ist das Spornrad bei einem schlecht ballastisierten Traktor und bei Hindernissen auf dem Acker (Zäune, Strommasten) gefährdet. In der Regel ist das Spornrad über einen Kettenantrieb mit der Dosiereinrichtung verbunden. Da dieses Verfahren wartungsintensiv und störungsanfällig ist, setzen manche Hersteller auf einen Kardanantrieb.

## Alternativen
Aufgrund der Beschädigungsgefahr sind verschiedene Alternativen entwickelt worden. So setzt der Hersteller Horsch auf Geschwindigkeitssensoren mit Radartechnik. Andere einfache Zwischenfrucht-Drillmaschinen nehmen die Fahrgeschwindigkeit an der Walze des Bodenbearbeitungsgerätes ab.